# The Fixer Uppers
The Fixer Uppers é um filme de curta-metragem estadunidense de 1935 do gênero comédia, dirigido por Charles Rogers, estrelado pela dupla Laurel & Hardy e produzido por Hal Roach.

## Elenco
- Stan Laurel...Stan
- Oliver Hardy...Oliver
- Mae Busch...Madame Pierre Gustave
- Charles Middleton...Pierre Gustave
- Arthur Housman...bêbado
- Noah Young...bartender

## Sinopse
Stan e Oliver vão de porta em porta num prédio de apartamentos, vendendo cartões de natal. Seu primeiro cliente é um bêbado que gosta de um dos cartões e o compra. Na segunda porta, quem atende é uma mulher triste. Os dois querem saber qual é o problema e a mulher lhes fala que acha que o marido, um temperamental pintor francês, não gosta mais dela. Stan então lhe dá ideia de provocar ciumes no marido com outro homem e ela oferece dinheiro a Oliver para que ele faça isso. Nesse momento o marido chega e a mulher começa a beijar Oliver. O marido fica furioso e desafia o gordo para um duelo dali a 24 horas, dando-lhe seu cartão de visitas. Os dois vão para um bar e Stan diz a Ollie que é só não ir ao encontro que o homem não poderá atirar nele. Oliver fica feliz e telefona para o homem discando o número que está no cartão de visitas, tripudiando dele. Pouco depois chega o cliente bêbado e se oferece para pagar as bebidas deles. Depois de várias horas de bebedeira, Stan e Oliver desmaiam e a polícia vê o endereço no cartão de visitas do pintor, e deixa os dois na cama dele. Quando o homem chega e surpreende a dupla na cama, parte para o duelo.